# Gay van der Meer

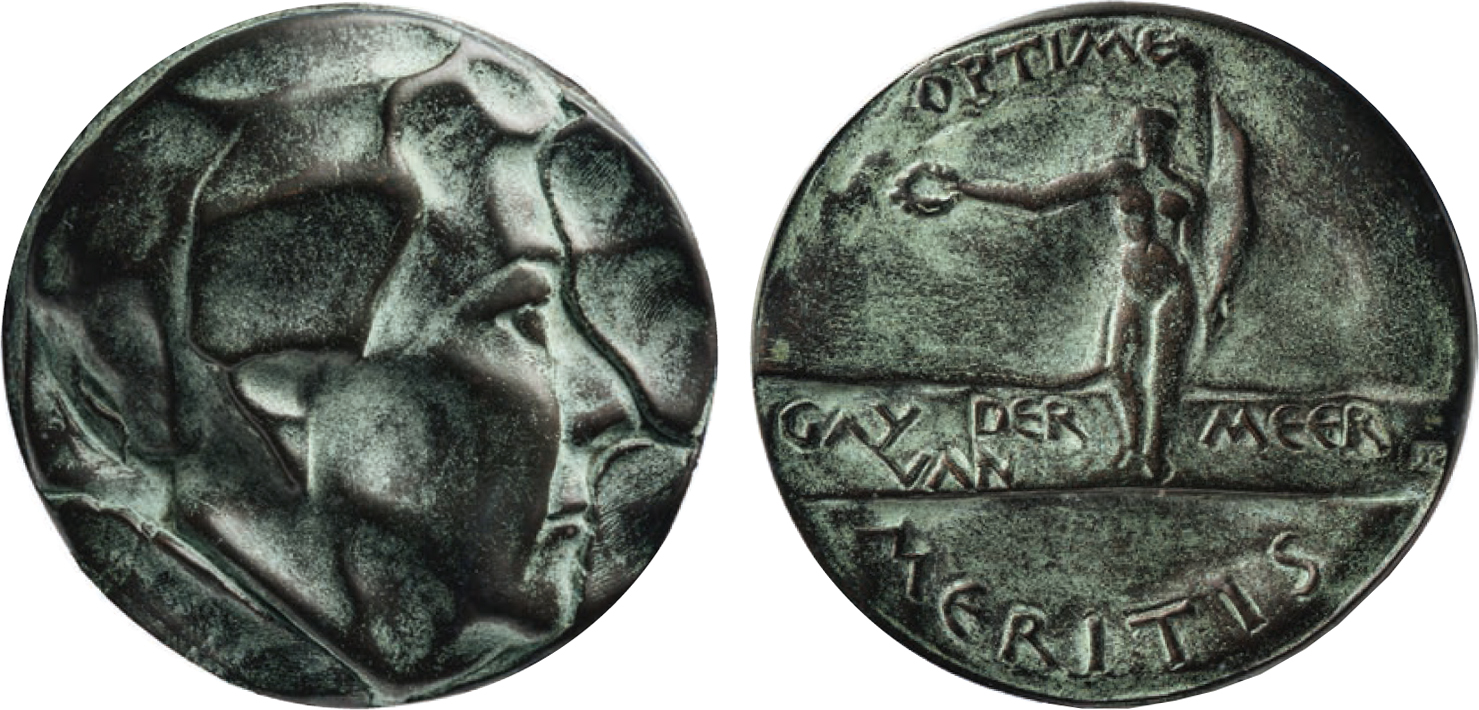
Gay van der Meer, door Geer Steyn op een penning weergegeven

Gåtske (Gay) van der Meer (Scheveningen 5 juni 1924 - 's-Gravenhage 9 augustus 2014) was een Nederlandse numismaat en conservator.
Gay van der Meer was de dochter van een onderwijzer. Ze groeide op in Scheveningen. Twee zussen overleden jong, haar broer is de natuurkundige en nobelprijswinnaar Simon van der Meer. In 1959 begon ze haar werk in Rijksmuseum Het Koninklijk Penningkabinet, waar ze conservator van de penningcollectie en waarnemend directeur was. Ze had een talenknobbel en sprak naast Nederlands ook Fries, Engels, Frans, Duits en Zweeds. Vanuit haar functie bij het Penningkabinet stelde ze vanaf 1969 tot 1990 de Nederlandse inzending voor de FIDEM samen. Zij hielp de Nederlandse kunstenaars waar ze kon en ze versterkte van 1971 tot 1989 het bestuur van de Vereniging voor Penningkunst (VPK). Op bestuurlijk gebied vervulde Gay een reeks functies, vaak vele jaren lang. Van 1966 tot 1973 was ze secretaris van het Koninklijk Nederlands Genootschap voor Munt- en Penningkunde, waar ze in 1978 de literatuurprijs ontving en in 1984 tot erelid werd benoemd. Sinds 1968 was ze erelid van Svenska Numismatiska Föreningen. In 1979 ontving zij de Brennermedaille voor wetenschappelijk werk in Zweden, in 1986 werd ze benoemd tot erelid van de British Numismatic Society en in 1999 van het Koninklijk Belgisch Genootschap voor Numismatiek. In 1986 volgde ze professor Van Gelder op als lid van Teylers Tweede Genootschap en als honorair conservator van het Numismatisch Kabinet van Teylers Museum. In 1985 werd ze benoemd tot Officier in de Orde van Oranje Nassau voor haar verdiensten. Na haar pensionering ging ze tot hoge leeftijd door met onderzoeken en publiceren.